# Dreams Come True (film, 1936)
Pour l’article homonyme, voir Dreams Come True.

Dreams Come True est un film musical britannique réalisé par Reginald Denham et sorti en 1936.
Le film est basé sur l'opérette Clo-Clo de Franz Lehár.

## Fiche technique
- Titre : Dreams Come True
- Autre titre : Clo-Clo
- Réalisation : Reginald Denham
- Scénario : Donald Bull
- Dialogues : Bruce Sevier
- Production : London & Continental Films
- Lieu de tournage : Ealing Studios
- Image : Otto Heller
- Musique : Franz Lehár, Bruce Sievier
- Type : Film musical et romance
- Durée : 78 minutes
- Dates de sortie :
  - Londres : 19 octobre 1936
  - Royaume-Uni : 26 avril 1937

## Distribution
- Frances Day : Ilona Ratkay
- Nelson Keys : Anton
- Hugh Wakefield : Albert von Waldenau
- Marie Lohr : Helen von Waldenau
- Frederick Bradshaw : Peter
- Morris Harvey : Waldemar
- Arthur Finn : Manager
- Minnie Rayner : Dresser